# Невшехир
Невшехир (тур. Nevşehir) — город и район в Турции, расположен в центральной части Анатолийского плато. Входит в одноимённый ил. Бывшее название — Мушкара, древнее — Нисса. Греческое название: Неаполь (греч. Νεάπολη). В 2000 году, согласно проведённой переписи населения, в Невшехире проживало 67 864 человек. Средняя высота над уровнем моря — 1224 метра. Под городом Невшехир найден древний подземный город.

## История
Невшехир был основан в древние времена хеттами. В то время это была небольшая деревня в долине реки Галис (ныне Кызылырмак). Чуть позже Невшехир был захвачен ассирийцами, фригийцами, а в 546 году до н. э. был покорён персидским царём Киром II. В 333 году до н. э. город захватил Александр Македонский. После смерти Александра Невшехир попадает в зависимость от государства Селевкидов, чуть позже входит в состав независимого Каппадокийского царства. В начале новой эры Невшехир (Нисса) становится римским. Всего город принадлежал Риму и Византии более 1000 лет.
Под холмом замка Невшехир в 2015 году найден подземный город, в который, при нападениях сельджуков и других кочевников и завоевателей, могли спрятаться около 20 тысяч человек. Исследования показали, что он активно использовался жителями Невшехира с ранней византийской эры до османского завоевания. По другим предположениям, он возник ещё пять тысяч лет назад. Это крупнейший подземный город в мире, причём второй по величине подземный город — Деринкую — расположен в 29 км от Невшехира.
После 1071 года город захватывают сельджуки. Румский султан Кылыч-Арслан II разделил страну между сыновьями. Невшехир достался Месуту, но старший брат Сулайман Рукн ад-дин принудил его уступить город. Власть сельджуков длилась более 200 лет. В 1308 году город отошёл к монгольским ильханам. В дальнейшем здесь правили Караманогуллары и Дхулкадирогуллары. В начале XVI века город завоёван турками-османами. В XVII в. город сменил название со старого Мушкара на Невшехир.
В 1954 году Невшехир, ранее входивший в область Нигде, стал центром самостоятельной области.